# Lepidochrysops plebeja
The Twin-spot Blue (Lepidochrysops plebeja) là một loài bướm ngày thuộc họ Bướm xanh. Loài này có ở Botswana, Zimbabwe, Mozambique, Malawi, Zambia và Nam Phi.
Sải cánh dài 35–43 mm đối với con đực và 38–45 mm đối với con cái. Con trưởng thành bay từ tháng 11 đến tháng 1. Có một lứa một năm.
Ấu trùng ăn Lantana rugosa. Third và later instar larvae feed on the brood of Camponotus niveosetus ants.

## Phụ loài
- Lepidochrysops plebeja plebeja (miền bắc East Cape, KwaZulu-Natal, tây bắc Orange Free State, Gauteng, Mpumalanga, the Limpopo Province, North West Province và North Cape)
- Lepidochrysops plebeja proclus (Hulstaert, 1924)